# Carex plantaginea
Carex plantain, Laîche à feuilles de plantain
Espèce
Carex plantaginea, le Carex plantain, ou la Laîche à feuilles de plantain[réf. nécessaire], est une espèce de plantes herbacées de la famille des Cyperaceae, vivant dans les forêts de l'est de l'Amérique du Nord.

## Description

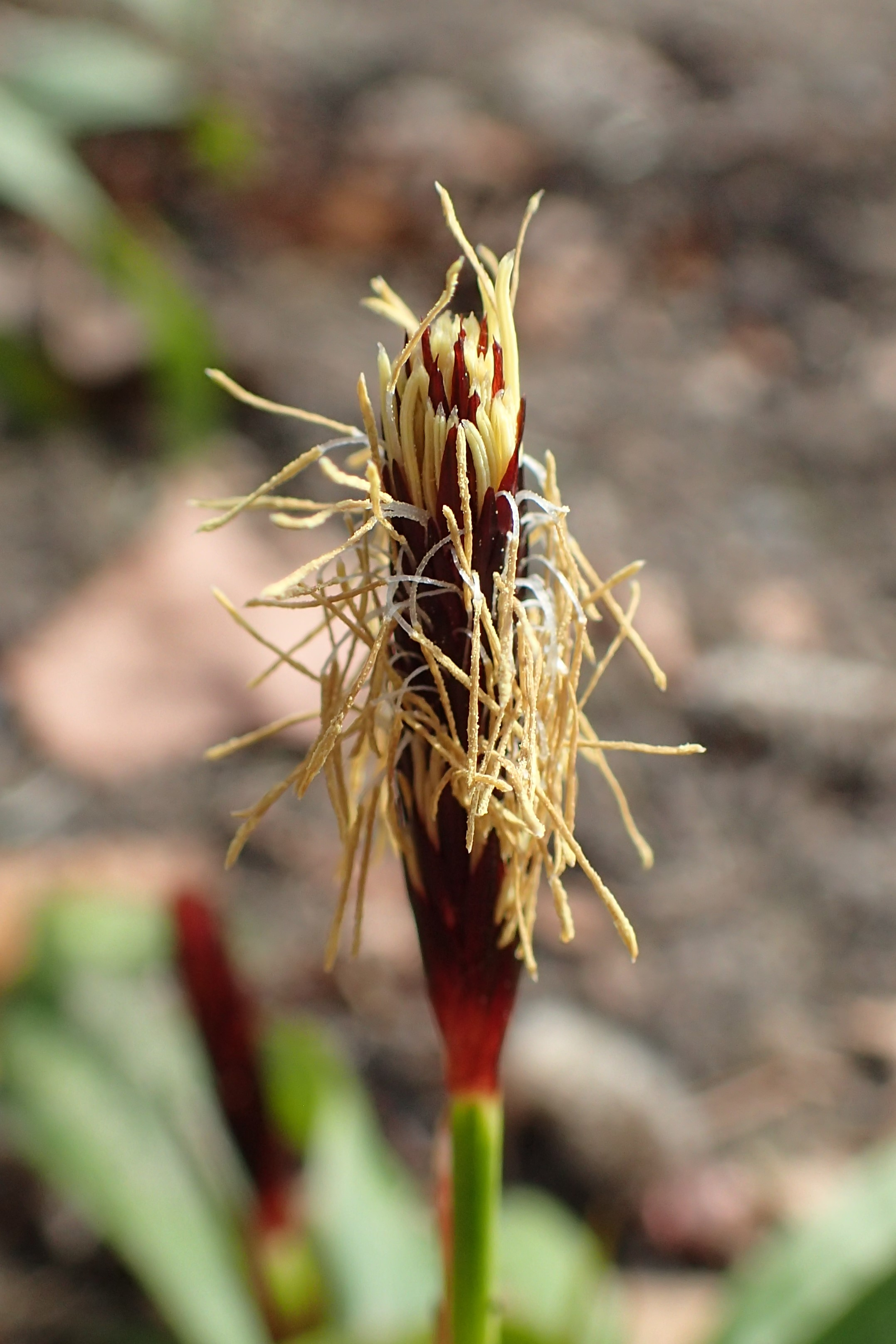
Fleurs mâles de Carex plantaginea

Carex plantaginea est une plante herbacée vivace et densément cespiteuse. Son feuillage est persistant et sa taille est relativement petite atteignant une hauteur de 24 à 54 cm. Les feuilles vert foncé ressemblent à des larges rubans pointus. C'est une plante monoïque : elle porte des fleurs mâles et des fleurs femelles sur un même pied. La hampe florale possède une section mâle au sommet et une section femelle en dessous de la section mâle[réf. nécessaire]. Les fruits sont des akènes ovoïdes.

## Écologie et description
Carex plantaginea pousse sur le sol riche et humide le long des cours d'eau ou aux abords des pièces d'eau stagnantes dans les forêts de feuillus et les forêts mixtes. Au sud du continent nord-américain, la plante se développe préférentiellement dans les gorges des montagnes.
L'espèce est présente dans l'est du Canada (Ontario et Québec) ainsi que dans l'est des États-Unis (Alabama, Caroline du Nord, Caroline du Sud, Connecticut, Géorgie, Indiana, Iowa, Kentucky, Maine, Maryland, Massachusetts, Michigan, Minnesota, Nouveau Brunswick, New Hampshire, New Jersey, New York, Ohio, Pennsylvanie, Tennessee, Vermont, Virginie, Virginie occidentale, Wisconsin),.

## Utilisation
Cette espèce est utilisée comme plante ornementale[réf. nécessaire].

## Synonymes
Carex plantaginea a pour synonymes,, :
- Anithista latifolia (Moench) Raf.
- Carex latifolia Moench
- Deweya plantaginea (Lam.) Raf.